# Sant Antoni (metrostation)
Sant Antoni is een metrostation in de wijk Ciutat Vella in het centrum van de Spaanse stad Barcelona.
Het station is onderdeel van de Metro van Barcelona en wordt gebruikt voor lijn 2.
Het is gelegen in zone 1 langs de Carrer de Tamarit.
Het station is geopend in 1995.
Paral·lel · Sant Antoni · Universitat · Passeig de Gràcia · Tetuan · Monumental · Sagrada Família · Encants · Clot · Bac de Roda · Sant Martí · La Pau · Verneda · Artigues | Sant Adrià · Sant Roc · Gorg · Pep Ventura · Badalona P. F.